# Сорогский сельсовет
Со́рогский сельсове́т — административная единица на территории Слуцкого района Минской области Республики Беларусь.

## История
Населённые пункты Калита, Кучино, Подлошица, Старый Гутков включены в состав Весейского сельсовета.

## Состав
Сорогский сельсовет включает 27 населённых пунктов:
- Волошево — деревня.
- Гутница — деревня.
- Дворище — деревня.
- Красное — деревня.
- Круглое — деревня.
- Ляхово — деревня.
- Мелитоново — деревня.
- Новый Гутков — деревня.
- Омговичи — деревня.
- Оступище — деревня.
- Павловка — деревня.
- Подстарево — деревня.
- Рубеж — деревня.
- Рыжица — деревня.
- Сливка — деревня.
- Сороги — деревня.
- Старево — деревня.
- Тарасовка — деревня.
- Тихонь — деревня.
- Хиноловка — деревня.
- Хорошево — деревня.
- Чирвоная Сторонка — деревня.